# 奧地利的瑪麗亞·安娜 (1804-1858)
奧地利的瑪麗亞·安娜（德語：Maria Anna von Österreich，1804年6月8日—1858年12月28日），神聖羅馬皇帝法蘭茲二世的幼女。
瑪麗亞·安娜如同哥哥斐迪南一世一般，患有智力障礙。1858年瑪麗亞·安娜於赫岑多夫宮去世，死後葬在維也納皇家墓穴。